# Profession : Pigiste
Profession : Pigiste est une association loi de 1901 créée, en France, le 17 mars 2000. Elle a pour but de fédérer et de défendre les journalistes pigistes. Elle participe à la promotion des droits des pigistes et de leur travail auprès des éditeurs de presse. En 2017, elle comptait quatre cents adhérents.

## Historique
L'association Profession : Pigiste est fondée le 17 mars 2000, en France, sur le constat d'une absence de représentation des pigistes au sein des organisations syndicales de journalistes françaises,. Fin 2008, l'association loi de 1901 participe aux États généraux de la presse écrite. Au début des années 2010, elle rassemble une centaine de journalistes travaillant pour des éditeurs de la presse écrite. En 2017, elle compte plus de quatre cents membres. Trois ans plus tard, elle fête ses vingt ans d'activité.

## Objectifs
Profession : Pigiste a pour but de rassembler les journalistes pigistes,, afin de promouvoir leur travail auprès des éditeurs de presse et d'informer de leurs droits ces travailleurs indépendants souvent précaires,,. Elle a pour ambition d'animer la réflexion sur la profession de pigiste et de favoriser les échanges entre journalistes rémunérés à la pige.

## Activités
L'association Profession : Pigiste tisse et entretient des relations avec les organisations professionnelles des métiers du journalisme, des écoles de journalisme et des institutions. Elle organise des rencontres et diffuse de l'information, notamment sur son site web : pigiste.org, et dans son magazine Pigiste,,.
Chaque année, depuis 2011, Profession : Pigiste réunit plus de deux cents personnes lors des 48H de la Pige. L'événement, qui se déroule dans une ville de France (Montpellier en 2016, Rennes en 2017, Bordeaux en 2018 et Rouen l'année suivante), dure deux jours, au cours desquels se tiennent des débats sur le journalisme et des rencontres entre professionnels du milieu journalistique,. Malgré les restrictions sanitaires instaurées pour faire face à la pandémie de Covid-19, sa dixième édition a eu lieu à Paris, fin juin 2021,. Annulées en 2020, en raison de la crise sanitaire, les 48H de la Pige ont réuni, fin juin 2021, 140 pigistes.
En 2022, Profession : pigiste signe une tribune "Patrick Drahi ne nous fera pas taire !" dans Mediapart aux côtés de plus de 100 médias indépendants et organisations de journalistes.
En 2023, les 48h de la pige ont lieu à Marseille, avec pour thème: la pige contre-attaque!